# スチューデンツ・フォー・フリー・チベット

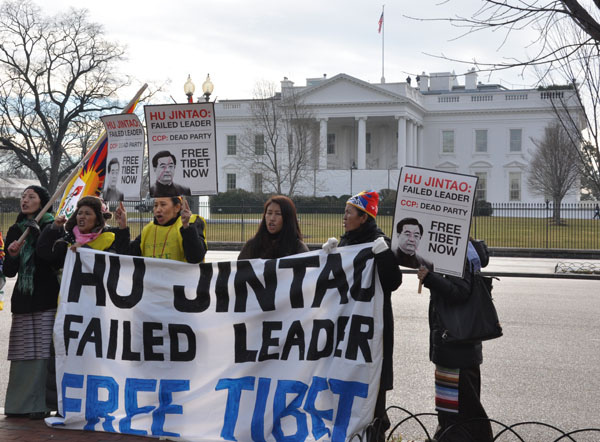
ホワイトハウスの前で中国に抗議しているStudents for a Free Tibetのメンバー。

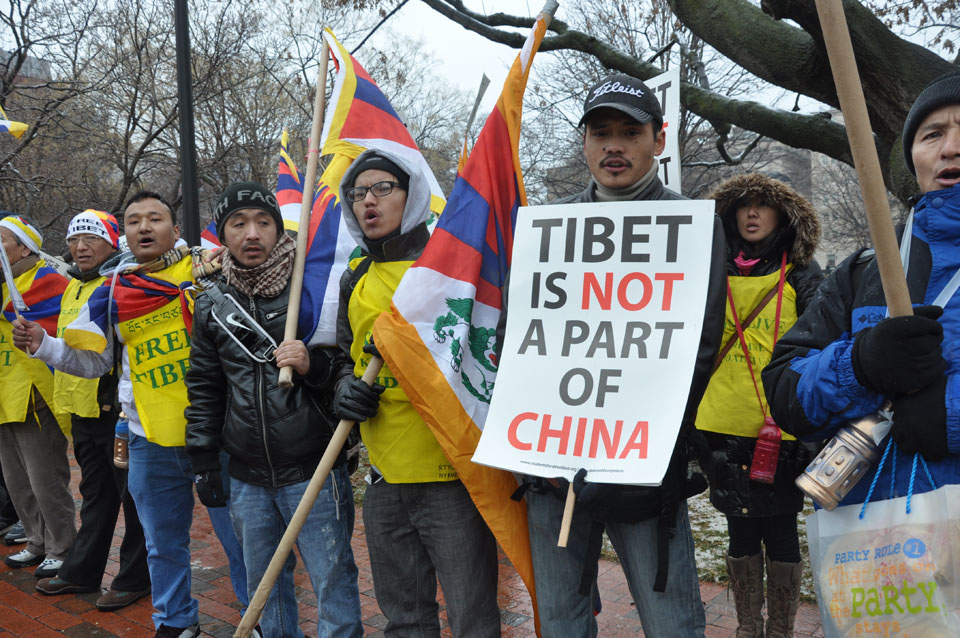
抗議の行進。ワシントンD.C.の中国大使館からラファイエット公園まで。

スチューデンツ・フォー・フリー・チベット(Students for a Free Tibet)は、チベット人と連帯して人権と自由のために活動する、学生と活動家の草の根のネットワーク。チベットの自治を目指して、教育や提言、非暴力の活動を行っている。なお、英語名称を片仮名表記すると「スチューデンツ・フォー・ア・フリー・チベット」となるが、ここでは同団体の日本語表記に従い「スチューデンツ・フォー・フリー・チベット」とする。略称はSFT(エス・エフ・ティー)。
SFTは、チベットの歴史的地位に基づいて民族自決権を主張するとともに、中国政府によるチベット人の人権、文化遺産、環境、言語、宗教に対する侵害に抗議している。

## 歴史
Students for a Free Tibet (SFT)は、チベットで人権と自治を求めるため、独立派チベット人とその支援者、ニューヨーク市の学生たちによって1994年に設立された。
当初、SFTの活動は、1994年のロラパルーザ音楽祭などのイベントで仲間の学生や若者の意識を高めることに重点を置いていた。
SFTの注目度と会員数は、チベット自治運動に若者が関わる目的で企画されたチベタン・フリーダム・コンサートの出現とともに増加した。
現在、SFTは、100カ国以上の大学、カレッジ、高等学校、地域社会で650以上の地方支部を持つ国際的なネットワークとなっており、国際本部はニューヨークにある。
いくつかのサテライトオフィスと拠点もある。 SFTカナダはオンタリオ州トロントにオフィスを構えている SFTインディアはインドのダラムサラに事務所を持ち SFT UKはロンドンにオフィスを構えている。

## プログラム
SFTのキャンペーンは、政治、経済、人権の3つの分野に焦点を当てている。
SFTの政治運動は、中国当局者とSFTのメンバーの政府代表者の双方に働きかけて、チベットの自治を広く主張することに焦点を当てており、中国の高官たちが外国を訪問する際に抗議活動を行うことで良く知られている。
SFTの人権キャンペーンは、自由と権利、政治犯と反体制派の解放を主張することによって、チベットにおけるチベット人の状況を改善することに焦点を当てている。
ウェブサイトでは「私たちが「自由なチベット」と言うとき、「チベットで物事を良くする」という意味だけではありません。 「中国の占領からチベットの国家を解放する」という意味です。」とされている。
SFTの経済キャンペーンの長期目標は、チベットを維持するために中国政府にとってはコストがかかりすぎるようにすることである。 中国における政権交代を促進する他の組織と協力して行われたこのようなキャンペーンの1つは、 "中国製"製品の不買運動である。 
アメリカのメディアは、このような努力の極端な難しさについてコメントした。 クリスチャン・サイエンス・モニターのコメンテーターは、「これらの懸念などに対する解決策は、中国を遠ざける事ではなく、向かう事にある」と述べた。
SFTの「リーダーシップ訓練」は、チベット自治運動のリーダーの育成に力を入れている。その一環として「フリーチベット・アクションキャンプ」があり、数十人の若者が一週間の活動訓練のために集まる。

## アクション
SFTは、エベレスト、万里の長城、ゴールデン・ゲート・ブリッジでの注目される活動で知られる。
2008年には、グループが計画した組織的な北京オリンピック聖火リレーへの抗議や攪乱は多くの中国国民によって批判されたが、チベットにおける宗教的、文化的、政治的状況の悪化に国際的な注目を集めることに成功した。
2000年にSFTなどのチベット自治団体は、1999年に中国西部貧困削減プロジェクトのための融資を実施することに対して、世界銀行に対して抗議を行った。 グループは、中国中部と西部のアクセス困難な山間地や半乾燥地帯への灌漑、土地改良、基本道路の建設を提供するこのプロジェクトは、中国人移民の青海への移動を促し、「チベット人の生活様式を脅かす」と主張した。 
これに応えて、世界銀行総裁は「より深い環境審査」のためにプロジェクトを遅らせることを提案したが、中国は自らの資金でプロジェクトへの資金援助を撤回した。 中国のエグゼクティブ・ディレクターは、「世界の銀行が世界で最も貧しい人々の一部を支援する良い機会を失っている」と反論した。

## 参照
- List of organizations of Tibetans in exile(英語)
- Tibetan independence movement(英語)
- Tibetan nationalism(英語)
- Amnesty International
- Tibetan Government in Exile
- International Tibet Support Network